# Brod iz Oseberga
Brod iz Oseberga jedan je od najpoznatijih vikinških obrednih brodova, pronađen u grobnom humku na farmi u Osebergu pokraj gradića Tønsberg u pokrajini Vestfold u jugoistočnoj Norveškoj.

## Pronalazak broda
Brod je otkriven 1903., a iskopan 1904. godine u blizini fjorda Oslo samo 16 kilometara od Gokstada, gdje je 24 godine ranije pronađeno još jedno poznato plovilo, također upotrijebljeno za kraljevski pokop. 
U kolovozu 1903., vlasnik farme došao je u Sveučilišni muzej u Oslu s ostacima drveta koje je pronašao na svojoj zemlji, lokalno poznatoj kao "Lisičji humak". Upravitelj muzeja bio je Šveđanin Gustafson, koji je odmah otišao ispitati lokalitet. Zaključio je da se radi o zakopanom vikinškom brodu i obrednom brodskom pogrebu. Zemljoposjednik je bio pohlepni čovjek koji je jako dobro znao svoja prava, te je odmah zahtijevao svojevrsnu novčanu nagradu. Isplata je odgođena do sljedećeg proljeća kada su 6. svibnja 1904. započeti radovi. Iskapanje je potrajalo sve do 16. prosinca, a u arheološkim analima je zavedeno kao "Oseberško ljeto".
Na iskapanju su radili norveški arheolog Haakon Shetelig i švedski arheolog Gabriel Gustafson tijekom 1904. i 1905. godine. 

## Iskapanje broda
Kada je bio u potpunosti iskopan, brod iz Oseberga bio je u naizgled lošem stanju.
Ovo pogrebno plovilo bilo je privezano užetom za stijenu, te je počivalo na sloju gline. Brod je bio slomljen na više od dvije tisuće komadića, ali je hrastovina od koje je napravljen ostala postojana, čvrsta i kruta. Bio je prekriven debelim slojem kamenja na kojem je podignut 6 metara visok humak (tzv. tumulus) od treseta koji se nalazi usred travnatog proplanka pokraj rijeke Slagenbekken.
Upravo je taj hermetični prekrivač spriječio brod od raspadanja. Uvjeti unutar humka su bili takvi da su čak i trava i biljke ostali sačuvani u gotovo savršenom obliku. Međutim, trup broda je zdrobljen pod težinom kamenja, a pramac broda uništen provalama pljačkaša i oštećen udarcima sjekirom negdje u 13. st. Kosti su bile razbacane, a mnogi dragocjeni predmeti i nakit su odneseni. 
Oko humka nalaze se i drugi humci, bitno manji u usporedbi s ovim središnjim. To je područje plodne zemlje s farmama, a u vikinško vrijeme moglo se ploviti uzvodno sve do današnje farme Stora Oseberg.
Znanstvenici i inženjeri mukotrpno su mjerili i brojili svaki komadić kako bi ih uklopili u cjelinu. Nakon procesa sušenja, drvo je pažljivo ponovno sastavljeno u izvorni oblik. Sve propale zakovice koje su držale strane broda su uklonjene i zamijenjene novim, a struktura je ponovno pričvršćena pomoću drvenih klinova. Privremeno prekriven šatorskim platnom, brod je bio prebačen u Muzej vikinških brodova u blizini Osla. 
Dendrokronološkom analizom drveta iz grobne komore utvrđeno je da je brod sagrađen oko 820. godine, a sam pogreb smješten je oko godine 834.

## Karakteristike broda
Iako se njime moglo i ploviti, niski bokovi i tanka kobilica govore da je možda sagrađen prvenstveno zbog obredne uporabe.
Pramac broda uzdizao se 4.80 m u visinu. Vikinški brodovi su na pramcu obično imali zmajoliku pulenu. No oseberški brod na pramcu nije imao zmajevu glavu kao mnogi drugi vikinški brodovi, već spiralni oblik koji je završavao zmijskom glavom. Gornji dio pramca je obnovljen sa svim izvornim detaljima. 
Završetak  krme rekonstruiran je proizvoljno jer je veliki dio istrunuo, a zamišljen je kao zmijin rep.
Najveću zaslugu za restauratorski rad ima konzervator Frederick Johannessen. Ovakav oblik i konstrukcija su sasvim sigurno veoma slični originalnom obliku jer se takve pramčane i krmene spirale nalaze i na nekoliko oslikanih kamena na otoku Gotlandu u Švedskoj. 
Devet desetina trupa je od izvornog drva tako da brod sada ima otprilike 90% originalnog drva i 60% originalnih željeznih zakovica.
Brod je 21.6 m dug i 5 m širok na njegovom najširem srednjem dijelu, a težak je oko 11 tona. Imao je gaz 1.6 m dubok, te po 15 rupa za vesla sa svake strane. Kada su u upotrebi bila sva raspoloživa vesla, imao je posadu od 30 veslača i jednog kormilara. Međutim, ako su bila po 2 veslača na svakom veslu ili dvije skupine koje se izmjenjuju, onda bi posada imala između 61 i 65 ljudi. Geometrija broda sugerira da je jedro vjerojatno imalo oko 12 m širine i 6 m visine. S jedrom površine blizu 90 kvadratnih metara, mogao je postići brzinu do 10 čvorova. Sam jarbol bio je visok između 9 i 10 metara i nije bio postavljen na sredini broda, već više u prednjem dijelu trupa. Paluba je bila izrađena od borovih dasaka smještenih u udubljenjima poprečnih greda. 
Rekonstrukcija modela broda naglašava vitku liniju i plitki gaz plovila, što ukazuje na činjenicu da ovo plovilo nije moglo biti namijenjeno isključivo plovidbi otvorenim morem. Drugi izvori pak nalažu da je plovilo bilo široke namjene još za vrijeme najranijih norveških pljačkaških pohoda na Lindisfarne i ostala sveta mjesta. U kasnijem razdoblju je ono zasigurno bilo tzv. Karvi (stnord. Karfi), odnosno kraljevski brod za razonodu namijenjen plovidbi uz obalu.
Pramac i krma ukrašeni su složenim rezbarijama u karakterističnom stilu "isprepletenih životinja", poznatome kao oseberški stil.
Jedan od zanimljivijih detalja broda je bogata rezbarija ukrašena metalnim privjescima, a prikazuje zmaja kako razjapljenih čeljusti grize drugi dio svog tijela.

## Kraljevski pokop
Velebni pokop u brodu iz Oseberga sadržavao je tijela dviju žena, jedne u dobi otprilike 50-60, a druge 20-30 godina. Sudeći po kvaliteti odjeće u kojoj su pokopane, barem je jedna od njih bila najvišeg društvenog ranga. Po svemu sudeći, to je bila starija žena. 
Mnogo se nagađalo o identitetu tih dviju žena i njihovoj međusobnoj povezanosti. Navodno je to bio pokop Kraljice Åsa (Åsa Haraldsdottir od Agdera) iz klana Ynglinga,  majke vestfoldskog kralja Halfdana Crnog i bake prvog norveškog kralja Haralda Ljepokosog i jedne od njenih sluškinja (žrtvovanoj da bi mogla služiti gospodarici u zagrobnom životu).
Suvremena ispitivanja pokazala su da su žene živjele u Agderu u Norveškoj, baš kao i kraljica Åsa. Prema Peru Holcku s Univerziteta u Oslu, njezini su preci u Norvešku stigli s pontskog priobalja ili iz Irana, no ta teorija nije dokazana. 
Oba tijela grubo su osakatili pljačkaši grobova nedugo nakon pokopa, te su ona izvučena iz drvene pogrebne komore u samom brodu. Starija žena izgubila je desnu ruku i lijevu nadlakticu, zbog vrijednog prstenja i narukvica koje je možda nosila.
Ispitivanja kostura pružila su uvid u živote pokopanih žena, iako na mnoga pitanja još uvijek nema odgovora. Mlađa žena imala je slomljenu ključnu kost, za što se ranije mislilo da je posljedica njezina žrtvovanja. Podrobnije ispitivanje pokazalo je da je kost bila zaliječena za njena života. Na zubima su vidljivi tragovi korištenja metalne čačkalice, što je u 9. stoljeću bio rijedak luksuz.
Starija žena čini se da je patila od artritisa. Dva para kožnih cipela prilagođena njenim nateklim stopalima pronađena su na mjestu pogreba.
Po drugom tumačenju starija žena imala je rak, što je vjerojatno i bio uzrok smrti. Također je patila od Morgagnijevog sindroma - hormonalnog poremećaja čija je posljedica pojavljivanje muških karakteristika, kao što je npr. brada. 
Obje žene hranile su se uglavnom mesom, koje je u to vrijeme bila privilegija, jer su Vikinzi najviše jeli ribu. 
Nažalost, nedostatna količina DNK nije omogućila nalaze koji bi pokazali jesu li bile u krvnom srodstvu, na primjer, jesu li bile kraljica i njezina kći.

## Grobni prilozi
Lokalitet u Osebergu sadržavao je najveću zbirku drvenih predmeta iz vikinškog perioda ikada pronađenih u Skandinaviji; zatim cijeli inventar namještaja, opreme i oruđa.
Grobne priloge su između ostalog sačinjavali sljedeći predmeti; saonice, drvene škrinje, obuća, tkalačka oprema i razboj, bačve, gvozdeni kotao, borbene sjekire, jahačka oprema, štihače, vile za gnoj, motika, kuhinjske potrepštine od kojih posebno treba izdvojiti posudu za kruh i pribor za jelo, košara s jabukama, borovnice i postolja kreveta. 
Postolja kreveta predstavljaju rijetki primjer uporabe detalja koji je kasnije nazvan "valknut" simbolom. 
Mnogi od ovih predmeta su zdrobljeni i slomljeni kamenjima koja su nabacana u sam brod kako bi ga se usidrilo unutar humka, no sve je ponovno pomno sastavljeno i rekonstruirano tisuću godina kasnije.
Pronađeni su također i ostaci kostura vola, 12 i više konja (razni izvori navode od 12 do 15 konja) i tri psa. Tu su i ostaci pauna, što iznenađuje, ali i potvrđuje trgovačke veze Vikinga s udaljenim toplim južnim krajevima.
Oseberški humak jedno je od malobrojnih nalazišta tekstila iz vremena Vikinga.

### Zaprežna kola
Među najdragocjenijim predmetima koji su ih slijedili u zagrobni život nalazila su se zaprežna kola s dugim jarmom, prikladnim za vuču pomoću konja ili volova. To su najstarija pronađena i potpuno sačuvana kola iz Vikinškog vremena u Norveškoj. Štoviše, ona su za vrijeme polaganja u grob već tada bila stara oko 50 godina što govori da su zasigurno izrađena prije 800. godine.
Ne samo da su kola bila istog tipa kakvog su zacijelo bila kola u kojima se po predaji u nordijskoj mitologiji vozila i božica Nerthus, nego su i njihove bogato ukrašene stranice okvira bile postavljene tako da se mogu podići s podvozja kola, kako zbog lakšeg prenošenja brodom, tako i zbog lakšeg uranjanja u vodu i održavanja.
Osovina podvozja podupire dio koji je oblika slova Y napravljen od bukovine.
Na njemu su pak dva potpornja koja nose odvojivi dio tijela kola. Na završecima potpornja nalaze se izrezbarene muške glave od kojih ni jedna nije ista. Okvir tijela od hrastovine sačinjen je od vodoravnih dasaka koje su pričvršćene zakovicama na isti način kao i na vikinškim
brodovima. Dva ruda od jasenovine uglavljena su u prednji trap zaprežnih kola. Spojena međusobno kratkim željeznim lancem, bila su predviđena za dva rukuničara (konja ili vola) s njihove vanjske strane.
Rezbarije na jednoj od bočnih strana okvira kola prikazuju i zagonetnu scenu u kojoj su pas, jahač, muškarac s nožem i žena koja pokušava spriječiti tog muškarca u napadu na jahača u prolazu.
Na prednjem dijelu okvira prikaz je čovjeka koji leži na leđima dok ga napadaju zmije (Gunnarove muke u zmijskom leglu).
U Vikinškom razdoblju postojala je razvijena mreža puteva, što pridonosi činjenici da su kola zbilja bila i korištena u religioznim procesijama. Ostaci sličnih kola pronađeni su u Danskoj i sjevernoj Njemačkoj. 

### Pet životinjskih glava
Među grobnim dobrima pronađeno je i pet pomno izrezbarenih drvenih stupova sa životinjskim (zmajevim) glavama na gornjim dijelovima istih. Četiri od njih su izloženi u Muzeju vikinških brodova u Oslu. 
Glave su izrađene od drva javora i sve su izrezbarene drugačije, no ono što imaju zajedničko je njihova veličina: sve su duge između 50 i 54 cm. Pri dnu imaju izdubljene otvore u koje su bile utaknute drške. Dužina drški varira od 52 do 74 cm.
Glave kompozitno kombiniraju lik ričuće zvijeri izbuljenih očiju i plamtećih nozdrva i vješto izrezbarenog, kontroliranog uzorka gusto i vijugavo isprepletenih životinja koje se previjaju, grabe i ujedaju.
Drveni stupovi bili su grupirani zajedno u kutu pogrebne komore. Pokraj njih ležale su čegrtaljka i željezna kuka koje su bile spojene s dva konopca. Ova svojevrsna zvečka bila je po svemu sudeći instrument religioznog karaktera, a služila je u svrhu prizivanja pažnje Bogova.
Jedan od konopaca provučen je kroz usta jedne od glava životinja na stupovima.
Svrha ovih stupova sa životinjskim glavama je nepoznata. Njihov zasebni položaj u grobnoj komori, uz način interpretacije glava, govori nam da su imali magično i vjersko značenje. Postojanje drški ukazuje na to da glave nisu bile zataknute na druge predmete ili strukture, nego da su bile namijenjene nošenju. Moguće je da je ovih pet glava bilo korištenu u obrednim procesijama, poput one prikazane na tapiseriji pronađenoj pored jedne od žena. 

### Tapiserija
Bogato izrezbarena zaprežna kola čini se da, po nekim interpretacijama, ipak nisu mogla skretati u zavojima, pa su tako vjerojatno bila ograničena na korištenje u obredne svrhe i procesije na kratkim relacijama. Tapiserija pokopana s kolima, od koje je nekoliko dijelova sačuvano, nudi nam daljnji uvid u teoriju obreda. 
Glavni dio tapiserije prikazuje religioznu procesiju u koju su uključena troja zaprežna kola od kojih jedna nose dvije osobe. Jedna od njih je žena. Ostalo dvoje kola je natkriveno, te se smatra da ona pak nose stanovite svete predmete. 
Terry Gunnell, profesor folkloristike na islandskom sveučilištu u Reyjaviku navodi: "Prizori na oseberškoj tapiseriji su često nejasni i enigmatski, ali svejedno dovoljno jasni da sugeriraju da ono što je prikazano treba biti promatrano kroz ritualni kontekst. To je očito ne samo iz procesije zaprežnih kola, nego i iz kolone plešućih ženskih likova, (napomena: Činjenica da se nekoliko simbola magičnih svastika pojavljuje među plesačicama daje vjerodostojnost ideji plesa koji ima religijsko značenje povezano s plodnošću), i povorke misnika tj. svećenika koji imaju držanje tijela slično onom prikazanom na petroglifima iz Brončanog doba. Detalj koji možda i najviše ukazuje na ritual je prikaz žrtvenog drveta "okićenog" nekolicinom ljudskih tijela. Takva simbolika potkrjepljuje kasniji opis žrtvenog gaja pokraj poganskog hrama kod Uppsale, njemačkog srednjovjekovnog kroničara Adama od Bremena "
Jedan dio ove tapiserije sadrži prikaz naoružanog muškarca oklopljenog životinjskom kožom. On prilazi drugom liku koji nosi svojevrsnu kacigu ukrašenu rogovima bika, te u rukama ima dva prekrižena koplja. Lik s rogovima pojavljuje se i u procesijskom dijelu tapiserije. Drugi dio se sastoji od skupine žena s veprovim glavama koje nose štitove.  
Još jedan dio prikazuje ženski lik odjevenu u pticu grabljivicu kako stoji ispred nečega što je protumačeno kao hram. Vjerojatno je da ponešto od prikazanog na tapiseriji ima mitološko značenje. Stav tijela, kacige i oprema ovih likova pojavljuje se i drugdje u germanskim prikazima petroglifa Brončanog Doba (najkasnije 500. godine pr. Kr.), još jednom ukazujući na isprepletenost homogenih religijskih tradicija s drevnim korijenima.

### Saonice
3 para posebnih saonica i jedne za svakodnevnu upotrebu također su bile u humku. Prve dvije saonice koje su pronađene, dobile su ime po arheolozima koji su nadgledali njihova iskapanja: Shetelig i Gustafson.
Jedine saonice za svakodnevnu upotrebu napravljene su od labavih stranica načinjenih od dasaka postavljenih na okvir. Strane su bile učvršćene u kutovima i to šibama košaračke vrbe. Saonice su bile u tako lošem stanju da je bilo nemoguće sastaviti sve dijelove koji bi činili cjelinu. Kako bi se stekao dojam kako su izgledale, napravljena je kopija na osnovu Gustafsonovih zabilješki i crteža.
Ostalo troje saonica koristilo se za posebne prilike i u potpunosti su bile prekrivene ukrasnim rezbarijama. Sve su bile načinjene na isti način; sanduk bez dna je postavljen na okvir saonica, te je užetom bio pričvršćen za okvir. Saonice su imale rudo tj. svojevrsne priključne motke, a vukla su ih dva konja.  
Očito je da je nekoliko različitih drvorezbara radilo na ovim saonicama. Drvo je izvorno bilo svijetlo, a detalji u rezbarijama su naglašeni bojama. Na Gustafsonovim su saonicama, također u dekorativnu svrhu, ukucani čavli čije su glave, vidljive s vanjske strane, prevučene slojem kositra.  
Jedne od saonica bile su korištene do te mjere da su im salinci znatno istrošeni. Zbog toga je ispod njih stavljen još jedan sloj da bi se zaštitilo izvorne salince, koji su bili ukrašeni kićenim rezbarijama.
Ostaci saonica također su pronađeni među grobnim dobrima u Gokstadu. Sačuvani dijelovi su bogati rezbarijama i pokazuju, baš kao i kod onih pronađenih u oseberškom pogrebu, upotrebu saonica za posebne prilike, a ne za svakodnevnu upotrebu. 

### Vjedra
Pronađeno je nekoliko drvenih posuda, a dvije od njih su posebno upečatljive.
Vjedro s mjedenim ukrasima je posuda napravljena od tisovine. Duge, tj. daske koje čine sastavni dio bačve, učvršćene su željeznim obručima, između kojih se nalaze mjedeni ukrasni detalji. Uz obrub su zakačene četiri željezne ručke (prstena). Dno se sastoji od tri odvojena dijela učvršćena drvenim klinovima. Dno je također pričvršćeno i s 3 centimetra širokim obručem. Unutrašnji promjer vjedra je 42.5 cm pri samom dnu, a unutarnja visina je 44 cm. U njemu su nađeni drvena kuhača i 6-7 divljih jabuka. Jabuke su bile dobro sačuvane zahvaljujući povoljnim uvjetima unutar komore.
Od vrjednijih predmeta tu je i tzv. "Budino vjedro", na čijoj su ručki dvije antropomorfne figure (uspoređuju ih s dva lika Bude) koje sjede u lotus položaju, tj. prekriženih nogu. To je posuda također načinjena od tisovine čija ručka ima ukrase od mjeda i tzv. cloisonné emajla. Naime, torza dviju figura su načinjena od emajliranih pločica Dužice vjedra zajedno drže tri mjedena obruča. Unutarnji promjer pri dnu je 34 cm, a ukupna visina 36 cm. Vjedro je Keltskog podrijetla i vjerojatno dolazi iz Irske.

### Šatori
U sklopu pogrebnog humka su pronađeni potpuno sačuvani drveni okviri za dva šatora, napravljeni od drva jasena. 
Dno prvog šatora mjerilo je 5.30x4.50 m a visina na njegovom središnjem dijelu je bila 3.50 m. Rubne daske šatora završavaju životinjskim glavama koje su, uz rezbarije, bile ukrašene i bojom. Tu je također bilo nekoliko obojanih simbola i graničnika uzduž rubnih dasaka, uključujući mušku glavu s brkovima, križ unutar kruga, tri spojena trokuta i spiralu koja je završavala zmijskom glavom. Korištena je smeđa boja na svijetloj pozadini.
Dno drugog šatora mjerilo je 5.30 x 4.15 m, a visina 2.70 m. Rubne daske ovoga šatora također imaju izrezbarene životinjske glave na završecima. One su obojane svijetlo žutom bojom s crnim linijama i detaljima. 
Dva od četiri postolja kreveta pronađena u pogrebnom prostoru ukrašena su sličnim životinjskim glavama kao i na ovom šatoru.

### Postolja kreveta
Među značajnijim predmetima pronađena su i tri kompletna postolja kreveta i nekoliko dijelova drugih 
Veliko postolje pronađeno je u blizini pramca broda. Napravljeno je od bukovine, bilo dugo 2.20m, a široko 1.90 m. Na uzglavlju kreveta postolje je prekriveno rezbarenim životinjskim glavama. 

## Replika broda i analiza konstrukcije
Kopija broda sagrađena je 1987. u dolini Bjørkedalen u Norveškoj. Ova moderna replika nazvana je "Dronninga" (kraljica). 
Primjerak se prevrnuo tijekom probne plovidbe uz obalu pri prilično slabom leđnom vjetru koji je pritisnuo brod prema dolje i tako izazvao prodiranje mora s obje strane palube. Opremljen visokim snastom i velikim jedrom od 120 četvornih metara, brod se prevrnuo i potonuo u samo par sekundi. Pretpostavka je da je do toga došlo zbog nedostatka balasta ili premalo ljudi da bi se moglo pravilno rasporediti teret na brodu tijekom plovidbe. Brod je također mogao imati preveliko jedro, koje je stvaralo jaki pritisak na trup i velikom silom guralo prednji dio broda prema dolje. Replika je izvađena iz mora s minimalnom štetom, te je potom vraćena u Jakobsgarden u dolini Bjørkedalen gdje je u potpunosti popravljena i opterećena većim balastom.
Dvije dodatne uzdužnice su postavljene iznad razme tj. gornjeg ruba broda, čineći ga još sigurnijim za plovidbu. Jarbol je također premješten malo dalje prema krmi.
17. svibnja. 1991. brod je preimenovan u "Oseberg".
U svibnju 1992. godine brod je zajedno s replikom knarra "Saga Siglar" ponovno potonuo tijekom nevremena u Sredozemnom moru. 
Najnoviji model broda testira se od 2009. godine u vodenom spremniku u Trondheimu. Dosadašnja istraživanja su pokazala da trup baca vodu na stranu umjesto da je provodi ispod njega.
Očekuje se da bi model mogao biti pušten u probnu plovidbu tijekom 2012. godine.
Lošim plovnim karakteristikama izvornog broda iz 9. st. treba pridodati činjenicu da je to bio jedan od prvih brodova u Norveškoj koji je imao jedro. Razvoj primarnog vikinškog broda na jedro nije bio završen izgradnjom ovog broda, te je zasigurno još tada postojao bolji i veći brod od njega. Brodograditelji su učeći iz grešaka stalno gradili konstrukcijski savršenije brodove. Najbolji primjer je brod u Gokstadu, sagrađen 50 godina kasnije. Gornji dio potpornja jarbola na brodu iz Oseberga bio je na brzinu popravljan na moru. Taj nedostatak u konstrukciji bio je zamijećen i prilikom izgradnje broda u Gokstadu je izrada tog dijela unaprijeđena.
Jedno pitanje će zauvijek ostati bez odgovora: Da li je brod zakopan jer se znalo da ima stanovita ograničenja i nedostatke kao jedrenjak? Ako je tako, onda je brod vjerojatno žrtvovan za pokop prije možebitne nesreće na moru, a umjesto njega je izgrađen bolji zamjenski brod.

## Oseberški stil u vikinškoj umjetnosti
Ovaj stil u vikinškoj umjetnosti smješten je u razdoblje od 750. do 840. godine. 
Razlikujemo Stariji oseberški stil i Mlađi oseberški stil.
Stariji stil, koji se razvija u raznim dijelovima Skandinavije bio je nešto izmijenjeni zoomorfni stil u kojem ima elemenata preuzetih iz umjetnosti naroda s kojima su Vikinzi imali doticaja, u prvom redu Irske. Bio je iznimno razvijen u južnoj Norveškoj i smatrao se prijelaznim stilom.
Stariji plošni stil zamijenjen je punijim i izražajnijim, reljefnim stilom tj. Mlađim oseberškim stilom. Osnovna značajka ovog stila su izrezbareni životinjski ukrasi čije su dinamične figure izobličene i međusobno isprepletene. Životinje,  prikazane kako se bore i grizu, stvaraju dramatične prizore koji se u harmoničnom prelijevanju iz jednog u drugi oblik jedva mogu prepoznati. 
Neki od dijelova oseberškog broda imaju i motiv zvijeri koja je zagrizla svoj vlastiti rep koji je ključan element tzv. Broa stila. Otud dolazi i naziv cijelog stila tzv. Stil zakačenih životinja. Kasniji, tzv. Borre stil bio je izuzetno sličan oseberškom stilu i jednim dijelom je trajao u istom periodu kao i tzv. Jelling stil.
Ostali stilovi, kronološki poredani od starijeg prema mlađem stilu ukrašavanja u vikinškoj umjetnosti su: Mammen stil, Ringerike stil i Urnes stil.

## Poveznice
- Vikinzi
- Vikinški brod
- Vikinški sprovod
- Povijest Norveške